# Funt egipski
Funt egipski – jednostka monetarna Egiptu. 1 funt = 100 piastrów = 1000 milimów.
Kod ISO 4217 waluty funt egipski to EGP.
W obiegu znajdują się:
- banknoty o nominałach 25, 50 piastrów; 1, 5, 10, 20, 50, 100 i 200 funtów
- monety o nominałach 5, 10, 20, 25 (wszystkie rzadko używane) i 50 piastrów oraz 1 funta.

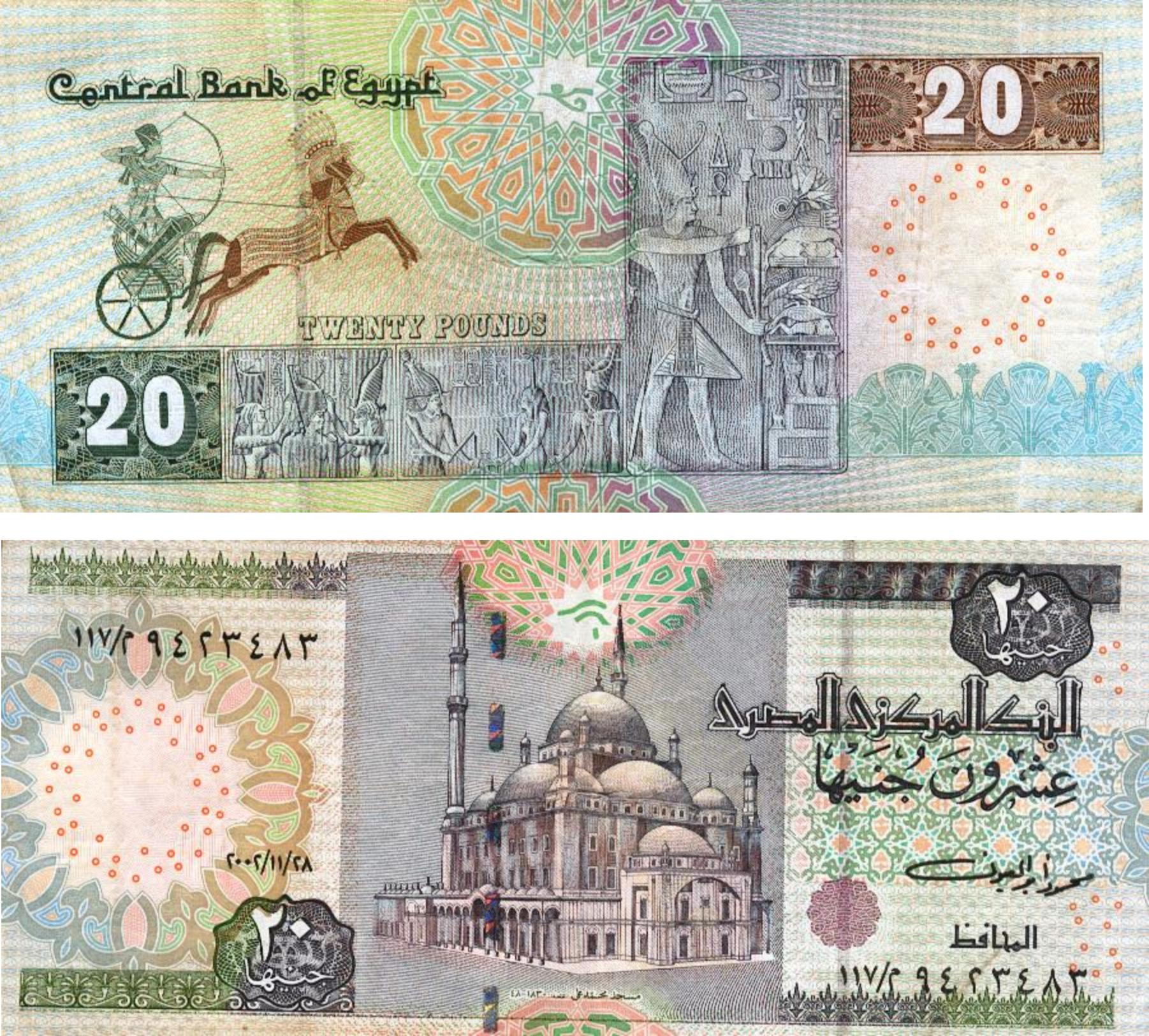
20 funtów egipskich
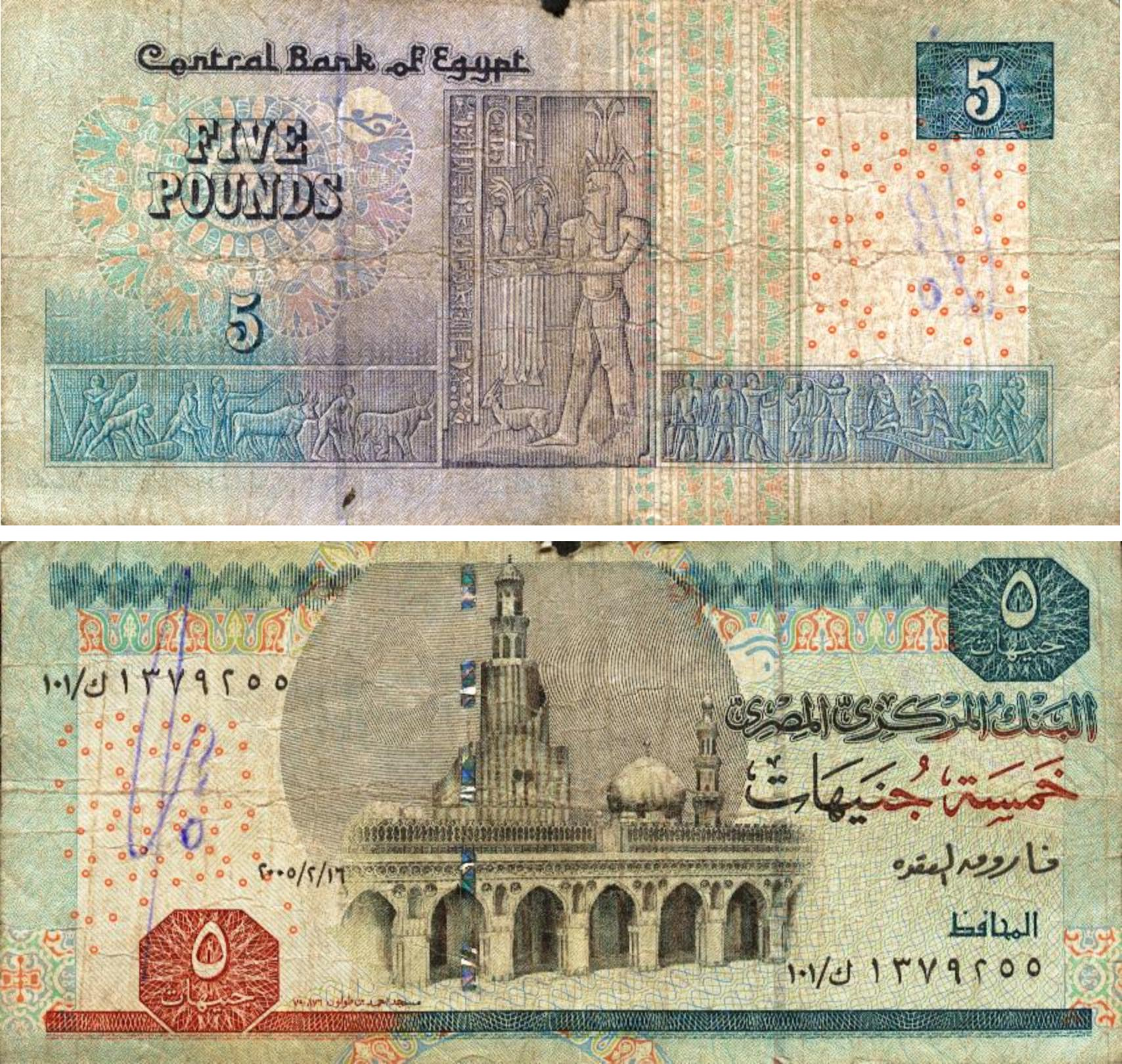
5 funtów egipskich
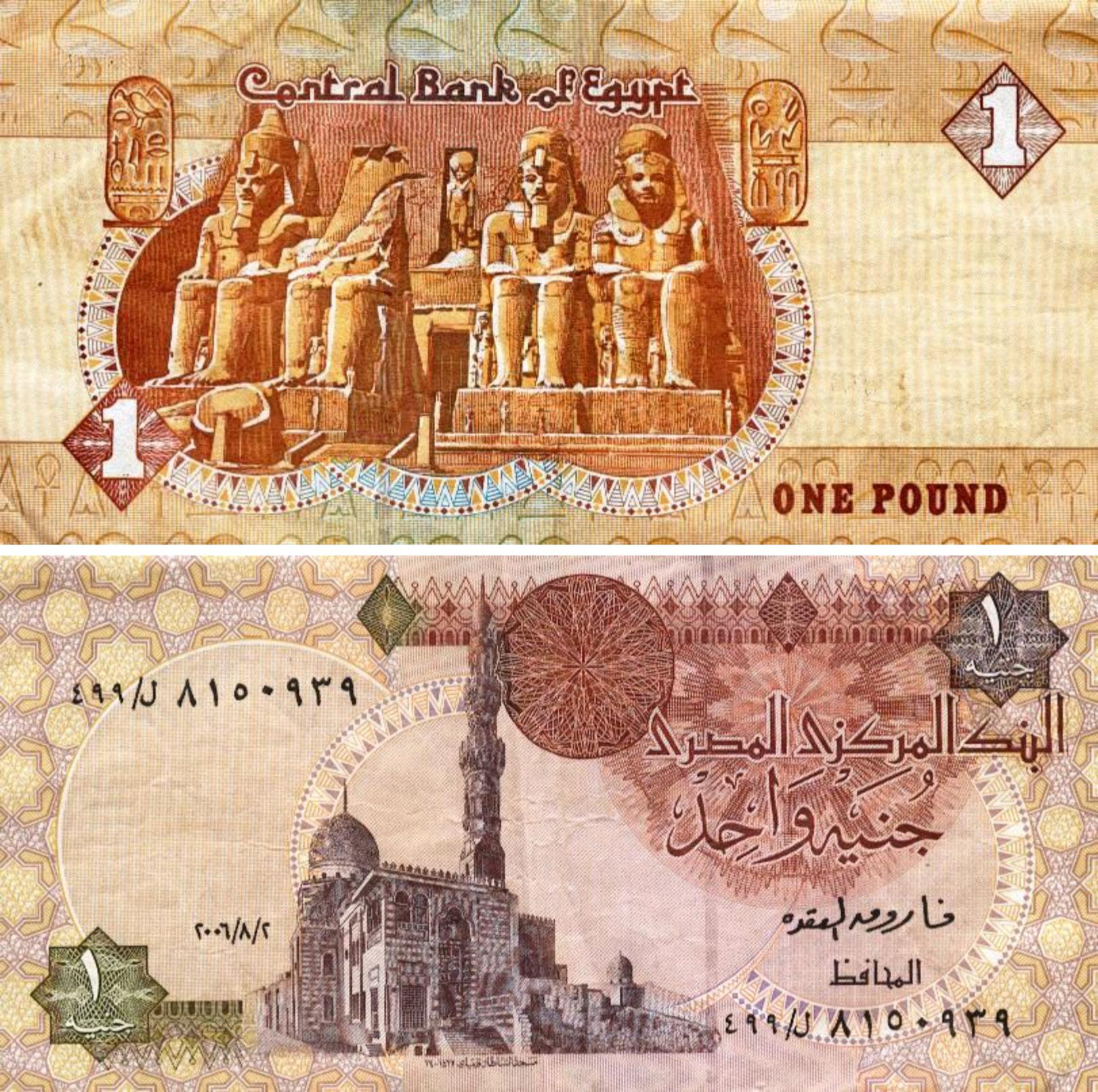
1 funt egipski